# Elecciones parlamentarias de Benín de 1991
Las elecciones parlamentarias de Benín se llevaron a cabo el 17 de febrero de 1991. Fueron las primeras elecciones libres y democráticas en la historia del país, y las primeras multipartidistas desde 1964, tras más de veinte años de gobierno comunista del Partido Revolucionario del Pueblo de Benín.
La Unión por el Triunfo de la Renovación Democrática obtuvo 12 escaños, convirtiéndose en la mayor fuerza política de la Asamblea Nacional. El legislativo quedó sumamente fragmentado luego de la elección, por lo que varios partidos se unificaron con la UTRD hasta lograr una mayoría absoluta de 34 escaños, que gobernaría hasta 1995. La participación electoral fue del 51.7%.

## Resultados
| Partido                                                                                | Votos     | %    | Escaños |
| -------------------------------------------------------------------------------------- | --------- | ---- | ------- |
| Unión por el Triunfo de la Renovación Democrática                                      | 194,213   | 18.9 | 12      |
| Agrupación Nacional por la Democracia                                                  | 124,392   | 12.1 | 7       |
| Partido Nacional para la Democracia y el Desarrollo–Partido Renovación Democrática     | 120,705   | 11.7 | 9       |
| Nuestra Causa Común                                                                    | 104,347   | 10.1 | 6       |
| Partido Socialdemócrata                                                                | 101,348   | 9.8  | 8       |
| MNDD - MSUP - UDRN                                                                     | 86,556    | 8.4  | 6       |
| Unión para la Democracia y la Solidaridad Nacional                                     | 72,899    | 7.1  | 5       |
| Agrupación de Demócratas Liberales para la Renovación Social                           | 57,852    | 5.6  | 4       |
| Alianza para la Democracia y el Progreso - Unión Democrática para la Renovación Social | 38,684    | 3.8  | 2       |
| Alianza para la Democracia Social - Bloque para la Socialdemocracia                    | 35,700    | 3.5  | 3       |
| Unión Nacional para la Democracia y el Progreso                                        | 31,601    | 3.1  | 1       |
| Unión Democrática para el Desarrollo Económico y Social                                | 25,893    | 2.5  | 0       |
| Unión Popular Republicana - Partido Nacional del Trabajo                               | 20,490    | 2.0  | 1       |
| Constructores y Gerentes de Libertad y Desarrollo                                      | 15,337    | 1.5  | 0       |
| Votos en blanco/anulados                                                               | 39,350    | –    | –       |
| Total                                                                                  | 1,069,367 | 100  | 64      |
| Votantes registrados/participación                                                     | 2,069,343 | 51.7 | –       |
| Fuente: Nohlen et al.                                                                  |           |      |         |